# جهاز تناسلي ذكري
يتكون الجهاز التناسلي الذكري من عدد من الأعضاء الجنسية التي تلعب دورًا في عملية تكاثر الإنسان. تتواجد هذه الأعضاء خارج الجسم وفي تجويف الحوض.
الأعضاء الجنسية الذكرية الرئيسية هي القضيب والخصيتان اللتان تنتجان المني والحيوانات المنوية، والتي، كجزء من عملية الجماع، تقوم بتخصيب البويضة في جسم الأنثى، وتتطور البويضة المخصبة إلى جنين، والذي يولد لاحقًا كرضيع.
الجهاز المماثل في الإناث هو الجهاز التناسلي الأنثوي.

## الأعضاء التناسلية الخارجية

### القضيب
القضيب هو العضو الخارجي للذكر. له ساق طويل ونهاية بصلية الشكل تسمى حشفة القضيب، تقوم بدعم القضيب ومحمية بالقلفة. حين يصبح الذكر مثار جنسيًا، ينتصب القضيب ويصبح جاهزًا للنشاط الجنسي. يحدث الانتصاب لأن الجيوب الموجود في النسيج الانتصابي للقضيب تمتلئ بالدم. تتسع شرايين القضيب ويتم ضغط الأوردة ليتدفق الدم نحو الغضروف الانتصابي تحت ضغط. يتم تغذية القضيب بواسطة الشرايين الفرجية.

### الصفن
الصفن هو تركيب يشبه الكيس ويكون معلقًا خلف القضيب. يحمل ويحمي الخصيتين. كما يحتوي على العديد من الأعصاب والأوعية الدموية. في أوقات انخفاض الحرارة، تنقبض العضلة المشمرة وتسحب الصفن بالقرب من الجسم، فيما تمنحه العضلة السلخية مظهرا متجعدا. أما في أوقات ارتفاع الحرارة، ترتخي العضلتان المشمرة والسلخية لجعل الصفن ينزل بعيدا عن الجسم وإزالة التجعدات.
يظل الصفن متصلا بالبطن أو تجويف الحوض عن طريق النفق الأربي. (حيث أن الحبل المنوي المكون من الشريان والوريد والعصب المنوي مع نسيج ضام يمر للخصية من خلال ذلك النفق).

## الأعضاء التناسلية الداخلية

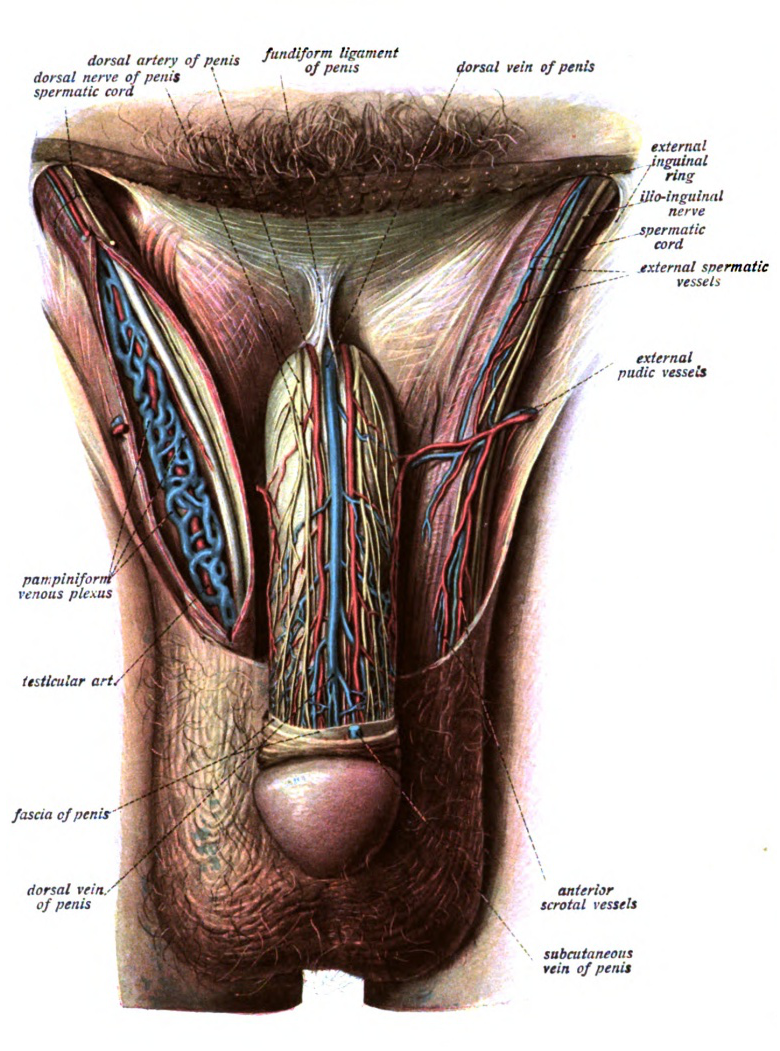
صورة توضح التغذية العصبية والدموية للأعضاء التناسلية الخارجية لذكر الإنسان.

### البربخ
البربخ هو كتلة بيضاء من أنابيب ملفوفة بإحكام ومقعرة ضد الخصية، وتعمل كمكان لتخزين وإنضاج الحيوانات المنوية قبل مرورها للأسهر، الذي يحملها إلى قنوات البروستاتا.

### الأسهر
الأسهر، المعروف كذلك باسم قناة الحيوانات المنوية، هو عبارة عن أنبوب رفيع طوله حوالي 30 سنتيمتر (0.98 قدم) يبدأ من البربخ وصولا لتجويف الحوض. ويحمل الحيوانات المنوية من البربخ إلى القناة القاذفة للمني.

### الغدد الملحقة
توجد 3 غدد ملحقة توفر السوائل التي تشحم نظام الأنابيب وتغذي خلايا الحيوانات المنوية، وهم: الحويصلة المنوية، والبروستاتا، والغدة البصلية الإحليلية (غدد كوبر).
التطور الجنيني وما قبل الولادة للجهاز التناسلي الذكري هو العملية التي بواسطتها تنمو الأعضاء التناسلية وتنضج. تبدأ العملية ببويضة مخصبة واحدة وتتوج بعد 38 أسبوع بولادة الطفل الذكر. وهي جزء من عملية التمايز الجنسي. يتزامن تطور الجهاز التناسلي الذكري مع الجهاز البولي. ويوصفان معا بـ«تطور الأعضاء التناسلية والبولية».

## التطور

### تحديد الجنس

كاريوتايب بشري

يتم تحديد الكيان الجنسي عند التخصيب حين يتم تكوين البويضة المخصبة بواسطة حيوان منوي يحتوي على كروموسوم X أو Y. إذا كان هذا الحيوان المنوي يحتوي كروموسوم X فسيتوافق مع كروموسوم X الموجود في البويضة ويتكون جنين أنثوي. أما الحيوان المنوي الذي يحتوي كروموسوم Y فإنه ينتج مزيج XY الذي يكون جنين ذكر.
يحدد الجنس الجيني إذا ما كانت الغدد التناسلية ستصبح خصيتين أم مبيضين. إذا تكونت خصيتان في الجنين النامي، فإنها ستنتج وتفرز هرمونات جنسية ذكرية أثناء المراحل الأخيرة من التطور الجنيني وتؤدي إلى ظهور الأعضاء الجنسية الثانوية للذكر.

### تركيبات تناسلية جنينية أخرى
يتم إذكار تلك التركيبات بواسطة إفرازات الخصية:
- جيب بولي تناسلي.[5]
- حديبة تناسلية
- ثنيات بولية تناسلية
- غشاء مذرقي
- ثنيات شفرية صفنية.[6]

تنشأ غدة البروستاتا من الجيب البولي التناسلي، فيما تتمايز التركيبات الجنينية الأخرى إلى الأعضاء التناسلية الخارجية. في غياب إفرازات الخصية، تتكون الأعضاء التناسلية الأنثوية.

### التركيبات الخارجية
عند الأسبوع السادس من الحمل، لا يكون تمايز الأعضاء التناسلية الخارجية للذكر أو الأنثى قد بدأ بعد. عند الأسبوع الثامن، يظهر قضيب مميز خلال تلك المرحلة الحيادية. بحلول الأسبوع العاشر للثاني عشر، تكون الأعضاء التناسلية إما ذكرية أو أنثوية بشكل واضح وتُشتق من تراكيبها المتماثلة. عند الأسبوع الـ16، الأعضاء التناسلية مكونة وواضحة.
يحدث إذكار التركيبات التناسلية الجنينية نتيجة التستوستيرون الذي تقرزه خصيتا الجنين. مع ذلك، فإن التستوستيرون ليس هو المادة الفعالة في هذه الأعضاء. فبمجرد دخوله للخلايا الهدف، يتحول إلى ديهدروتستوستيرون الذي يتوسط تأثيرات التستوستيرون في هذه الأعضاء.

### الخصيتان
عند الأسبوع التاسع من الحمل، يكون تمايزالغدد التناسلية والخصيتان قيد التنفيذ. ينمو على السطح الخارجي لكل خصية حبل ليفي عضلي يدعى رسن الخصية. يرتبط هذا التركيب بالجزء السفلي للخصية ويمتد للثنية الشفهية للصفن على نفس الجانب. في نفس الوقت، يصبح جزء من قناة الكلوة الجنينية الموسطة المجاورة للخصية متصلا وملتفا لتكوين البربخ. جزء آخر من نفس القناة يصبح الوعاء الأسهر.
تتكونالحويصلات المنوية من البروزات الطرفية للنهاية الذيلية لكل من قناتي الكلوة الجنينية الموسطة. تنشأ البروستاتا من الجيب البولي التناسلي فيما تتكون الغدد البصلية الإحليلية من الجزء شبه الغشائي من الإحليل. 
تنزل الخصية إلى موقعها عند جدار البطن الأمامي، متبوعة بتكون رسن الخصية، الذي يشد الخصية وينقلها لأسفل في الصفن. أخيرا، ينغلق الممر بعد مرور الخصية. فشل تلك العملية قد يتسبب في حدوث فتق مغبني غير مباشر أو أدرة طفلية.[بحاجة لمصدر]
تنزل الخصيتان من البطن إلى كيس صفن عبر قنوات في جدار البطن. الطريقة التي تنزل بها الخصية غير مفهومة بشكل كامل ولكن قد تكون مرتبطة بحدوث قصر في رسن الخصية، الذي يرتبط بالخصية ويمتد إلى جدار الصفن عبر النفق الأربي. يكتمل نزول الخصية في الأسبوع 28 من الحمل تقريبا.

### الأعضاء التناسلية الخارجية
تتميز الأعضاء التناسلية الخارجية للذكر عن تلك للأنثى بنهاية الأسبوع التاسع. قبل ذلك، تكون الحديبة التناسلية في كلا الجنسين على هيئة فالوس. يتكون أخدود الإحليل على السطح الأمامي لذلك الفالوس مبكرًا أثناء تمايز الأعضاء التناسلية الخارجية. يحدث هذا بسبب التستوستيرون الذي تفرزه الخصية. يسبب النمو المحفَّز بالتستوستيرون زيادة طول الفالوس وتمايزه إلى قضيب، والتحام الثنيات البولية التناسلية المحيطة بأخدود الإحليل على طول السطح الأمامي للقضيب، وغلق للثنيات الشفهية الصفنية في خط المنتصف. يؤدي هذا الغلق لتكوين جدار الصفن والأعضاء التناسلية الخارجية. يكتمل تكوين الأعضاء الخارجية بصورة نهائية بنهاية الأسبوع الـ12.
عند الولادة، يكون تطور الجهاز التناسلي لذكر غير بالغ قد انتهى. خلال الثلث الثاني من الحمل، يقل إفراز التستوستيرون في الذكر وبذلك تصبح الخصية غير نشطة عند الولادة. يظل إفراز الغونادوتروبين منخفضًا حتى بدء مرحلة البلوغ.

### الملخص
يتحدد الجنس الجيني للجنين على حسب نوعالحيوان المنوي الذي خصب البويضة إذا كان يحمل كروموسوم إكس أم واي. وجود أو غياب كروموسوم Y بدوره يحدد ما إذا كانت الغدد التناسلية ستكون خصيتين أم مبيضين، ووجود أو غياب الخصية بدوره كذلك يحدد ما إذا كانت الأعضاء الجنسية الثانوية والأعضاء التناسلية الخارجية ستصبح ذكرية أم أنثوية.هذا التسلسل مفهوم في ضوء حقيقة أن كلا الجنينين الذكر والأنثى ينشآن في بيئة الأم عالية الإستروجين المفرز من المبيض والمشيمة. إذا كان الإستروجين هو المسئول عن تحديد نوع الجنين، فسيصبح كل الأجنة إناثًا.

### البلوغ
أثناء البلوغ، تحفز زيادة إفراز الغونادوتروبينات زيادة في تصنيع الهرمونات الجنسية من الخصية. زيادة إفراز التستوستيرون من الخصيتين أثناء البلوغ يؤدي إلى ظهور الخصائص الجنسية الثانوية لدى الذكور.
تشمل الخصائص الجنسية الثانوية نمو:
- الخصية
- شعر العانة
- الجسم بالكامل
- القضيب
- الحنجرة
- شعر الوجه وشعر الإبط

يشمل التطور الثانوي زيادة نشاط الغدد العرقية المفرزة والغدد الدهنية إلى جانب دكون الجلد في منطقة الصفن.

## الأهمية السريرية

### الاضطرابات الصبغية

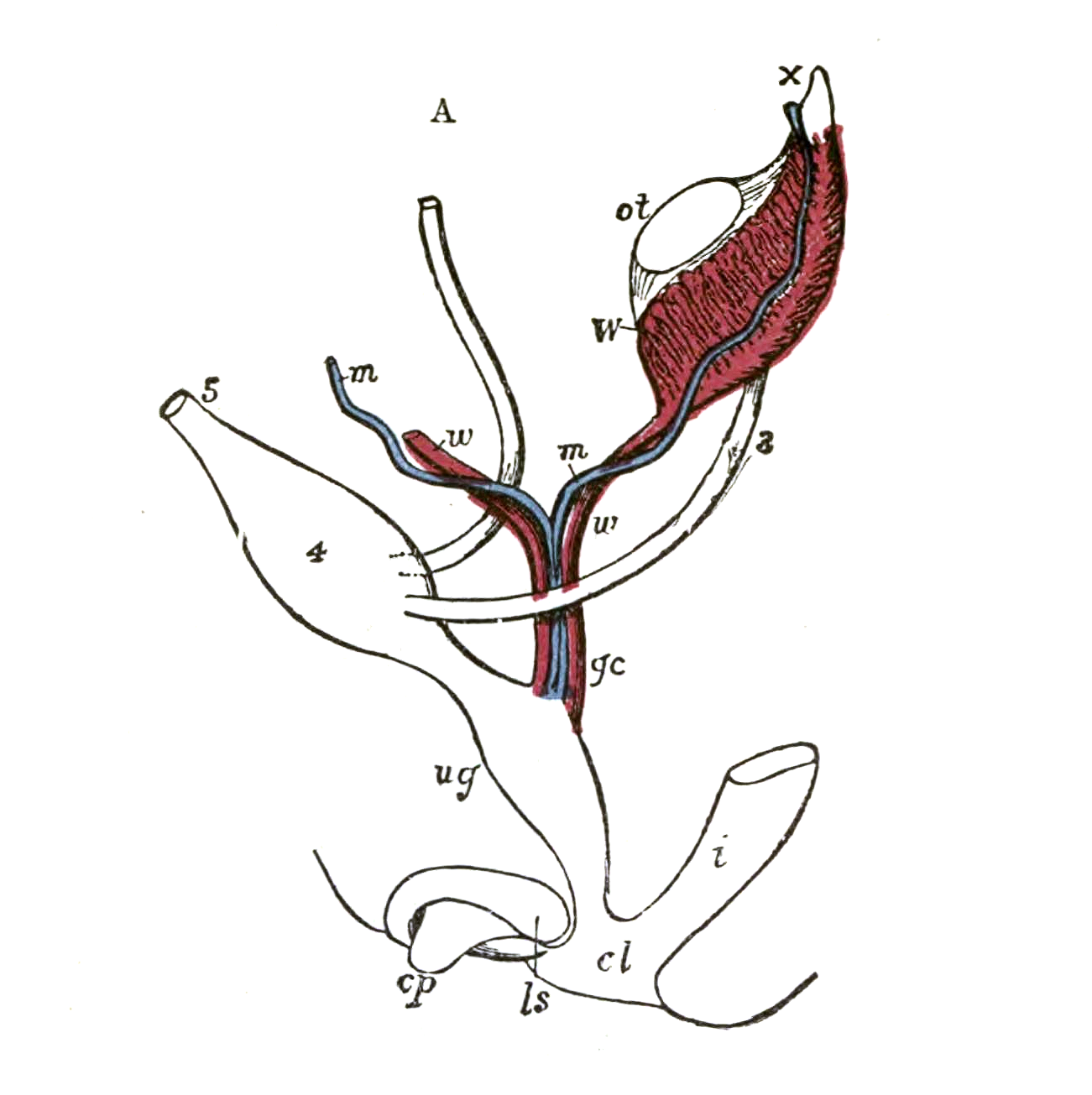
صورة للأعضاء التناسلية والبولية الأولية

يمكن أن تحدث الاضطرابات الصبغية أثناء التخصيب مؤثرة على عملية تطور الجهاز التناسلي الذكري. يتكون النمط الجيني للذكر من كروموسوم واي مقترن بكروموسوم إكس. يتحدد الجنس الأنثوي بغياب كروموسوم واي. بعض الذكور يعانون من متلازمة ذكر XX ومتلازمة نقص الأندروجين. يحدث هذا حين يحتوي كروموسوم إكس على قطعة من كروموسوم واي، والتي تم دمجها في الكروموسوم إكس في الحيوان المنوي للأب. نادرًا ما تولد إناث بالنمط الجيني XY. ووجد أنهن يفتقدن نفس القطعة المذكورة في متلازمة ذكر XX. الجين المسئول عن التمايز الجنسي في البشر، المسمى العامل المحدد للخصية، يوجد على الذراع القصير لكروموسوم واي. يحدد وجود أو غياب كروموسوم واي ما إذا كان الجنين سيمتلك خصيتين أم مبيضين. قد يحدث اختلال في عدد الكروموسومات الجنسية (اختلال الصيغة الصبغية). ويشمل هذامتلازمة تيرنر (أين يوجد كروموسوم إكس واحد فقط)، ومتلازمة كلاينفيلتر (أين يوجد 2 كروموسوم إكس و1 كروموسوم واي)، ومتلازمة XYY، ومتلازمة XXYY. بعض الاختلالات الأقل شيوعًا تشمل: متلازمة ثلاثية إكس، ومتلازمة XXXX، ومتلازمة XXXXX. 
الفروق المرئية الملحوظة واضحة بين الأعضاء التناسلية الذكرية أو الأنثوية لا تكون واضحة في البداية. يستمر الإنضاج حيث ينمو الجانب الوسطي من كل من قناتي الكلوة الجنينية الموسطة ليكون حرف الغدة التناسلية. يستمر حرف الغدة التناسلية في النمو خلف الغشاء البريتوني. بحلول الأسبوع السادس، فإن تجمعات من الخلايا تشبه السلسلة تسمى الحبال الجنسية البدائية تتكون خلال حرف الغدة التناسلية. أما خارجه، يظهر انتفاخ فوق الغشاء المذرقي يسمى الحديبة التناسلية، حشفة القضيب .

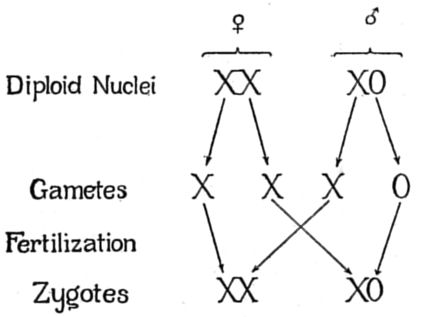
الكروموسومات الجنسية في تحديد الجنس بطريقة XO

بعد تمايز الخصيتين، يتم إفراز الهرمونات الجنسية الذكرية، الأندروجينات، من الخلايا الخلالية (خلايا ليديج). الأندروجين الرئيسي لتلك الخلايا هو التستوستيرون ويبدأ إفرازه من 8 لـ10 أسابيع بعد الحمل. يصل إفراز التستوستيرون لذروته عند الأسبوع 12 -14، وينحدر لمستويات منخفضة للغاية بنهاية الثلث الثاني من الحمل (الأسبوع 21 تقريبا). يصبح مستواه في الدم بالكاد قابل للقياس (قليل جدا) عند سن 4-6 شهور بعد الولادة. لا تظهر المستويات المرتفعة من التستوستيرون مرة أخرى حتى وقت البلوغ.

## معرض صور

## فهرس
- هذه المقالة تعتمد على مواد ومعلومات ذات ملكية عامة، من الطبعة العشرين لكتاب تشريح جرايز لعام 1918.